# NGC 7056
NGC 7056 је спирална галаксија у сазвежђу Пегаз која се налази на NGC листи објеката дубоког неба.
Деклинација објекта је + 18° 39' 56" а ректасцензија 21h 22m 7,5s. Привидна величина (магнитуда) објекта NGC 7056 износи 13,1 а фотографска магнитуда 13,9. NGC 7056 је још познат и под ознакама IC 1382, UGC 11734, MCG 3-54-8, CGCG 449-19, KARA 911, PGC 66641.